# Santa Rita do Novo Destino
Santa Rita do Novo Destino är en kommun i Brasilien.   Den ligger i delstaten Goiás, i den centrala delen av landet, 160 km nordväst om huvudstaden Brasília. Antalet invånare är 3 170.
Omgivningarna runt Santa Rita do Novo Destino är huvudsakligen savann. Runt Santa Rita do Novo Destino är det mycket glesbefolkat, med 3 invånare per kvadratkilometer.